# Javania pseudoalabastra
Espèce
Statut CITES
Javania pseudoalabastra est une espèce de coraux appartenant à la famille des Flabellidae.